# Johann Franz von Schönau

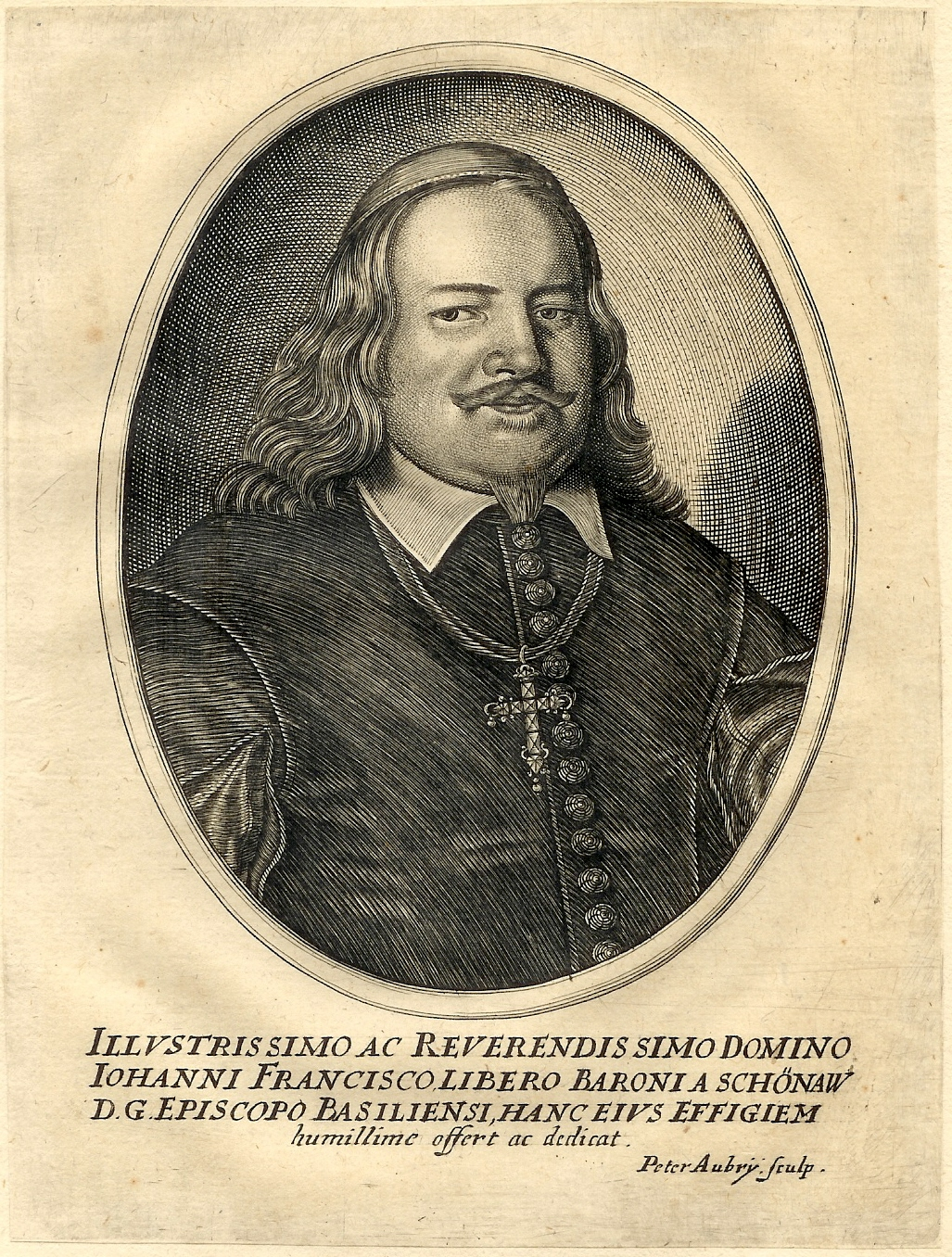
Johann Franz von Schönau nach Peter II. Aubry um 1655

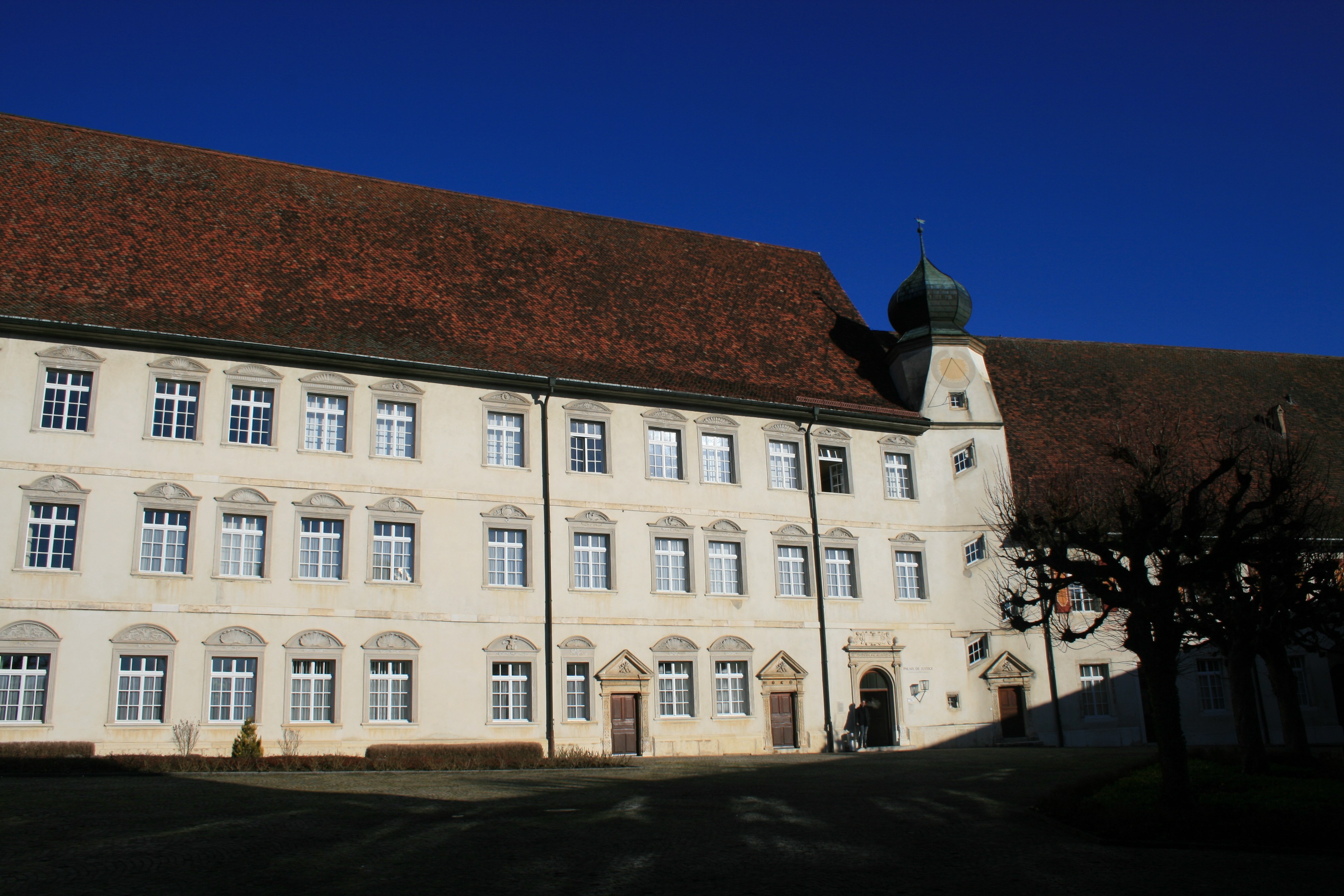
Die Residenz der Fürstbischöfe von Basel in Pruntrut

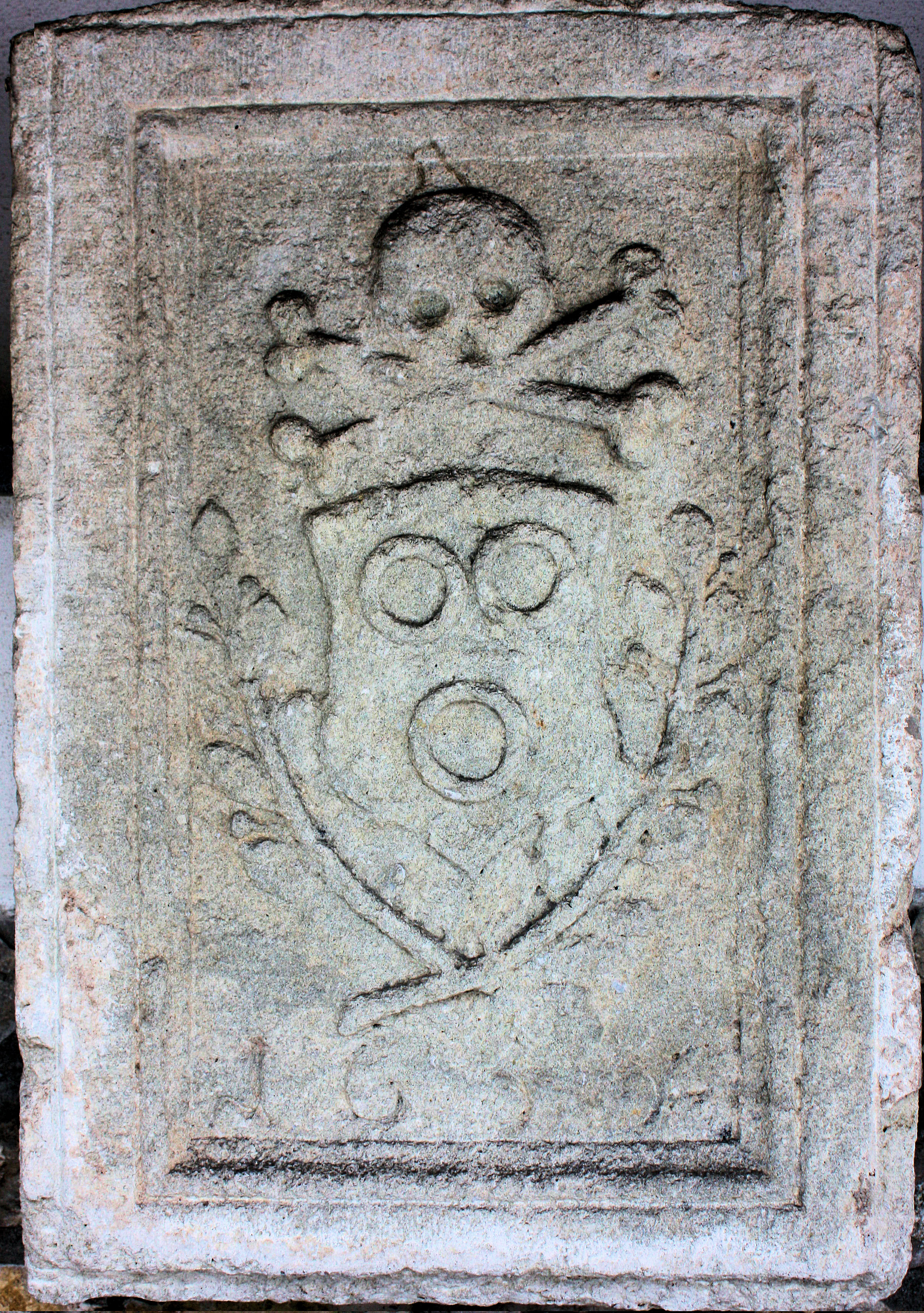
Kardiotaph des Johann Franz von Schönau auf dem Gottesacker in Waldshut

Johann Franz von Schönau (* 15. Juli 1619 in Ensisheim; † 30. November 1656 in Pruntrut) war ab 1653 für drei Jahre Fürstbischof von Basel.

## Leben
Johann Franz von Schönau wurde 1619 in der vorderösterreichischen Provinzhauptstadt Ensisheim als Sohn des
Marx Jakob von Schönau und der Margaretha von Reinach geboren. Seine Kindheit verbrachte er in Waldshut am Hochrhein, wo sein Vater das Amt des Waldvogtes und des Schultheissenstatthalters übernommen hatte. Johann Franz wurde als jüngerer Sohn für den geistlichen Stand bestimmt. Nach dem Studium der katholischen Theologie in Pruntrut, Freiburg im Breisgau und Luzern und am Collegium Germanicum in Rom wurde Johann Franz von Schönau 1639 zum Domdekan von Eichstätt ernannt. 1640/1641 folgten die Ernennung zum Domdekan und Domherrn und 1649 zum Dompropst von Basel. Die Priesterweihe erfolgte erst 1648. Basel hatte 1529 die Reformation eingeführt. Der katholische Kultus wurde verboten. Der Fürstbischof Wilhelm Rink von Baldenstein verlegte bereits 1527 den offiziellen Sitz des Fürstbischofs nach Pruntrut, während das Domkapitel im katholischen Freiburg im Breisgau sein Exil fand, bevor es 1679 nach Arlesheim unterhalb der Burg Birseck übersiedelte. Johann Franz von Schönau verrichtete seine Ämter daher in Freiburg im Breisgau. 1651 wurde er zum Fürstbischof von Basel gewählt. Als eine der ersten Amtshandlungen nach der Bischofsweihe von 1653 verlegte Johann Franz von Schönau die Residenz der Basler Fürstbischöfe wieder nach Pruntrut. 1654 reaktivierte er den durch den Dreissigjährigen Krieg darnieder liegenden Eisenbergbau durch Gründung einer Giesserei in Reuchenette. Verteidigungspolitisch suchte er die Nähe zu den Katholischen sieben Orten der Eidgenossenschaft, mit denen er Mitte 1655 eine Allianz schloss, die sich gegen Frankreich richtete. Johann Franz von Schönau, der vor der Erhebung in den Kardinalsrang stand, verstarb 1656 nach kurzer Amtszeit in Pruntrut, wo sein Körper in der Jesuitenkirche bestattet wurde. Die testamentarisch verfügte Herzbestattung in einer bleiernen Kapsel erfolgte in der Kapuzinerkirche in Waldshut. Das dortige Epitaph und die Herzkapsel wurden 1825 in die nahe gelegene Gottesackerkapelle transferiert.